# Wim Duisenberg
Willem Frederik (Wim) Duisenbergⓘ (ur. 9 lipca 1935 w Heerenveen, zm. 31 lipca 2005 w Faucon) – holenderski ekonomista, bankowiec i polityk, minister finansów (1973–1977), długoletni prezes holenderskiego banku centralnego, a także pierwszy prezes Europejskiego Banku Centralnego (1998–2003). Nadzorował wprowadzenie waluty euro w 2002.

## Życiorys
Ukończył stosunki międzynarodowe na Uniwersytecie w Groningen (1961), doktoryzował się z ekonomii na tej samej uczelni w 1965. Był pracownikiem naukowym tego uniwersytetu, następnie od 1966 do 1969 był zatrudniony w Międzynarodowym Funduszu Walutowym w Waszyngtonie. W latach 1969–1970 pracował w De Nederlandsche Bank (holenderskim banku centralnym), później wykładał makroekonomię na Uniwersytecie Amsterdamskim.
W 1959 wstąpił do Partii Pracy. Od maja 1973 do grudnia 1977 sprawował urząd ministra finansów w rządzie Joopa den Uyla. W 1977 i 1978 wykonywał mandat posła do Tweede Kamer. Przeszedł następnie do sektora bankowego, był doradcą zarządu Rabobanku (1978–1979) i jego wiceprezesem (1979–1981). W 1981 objął stanowisko dyrektora, a rok później prezesa De Nederlandsche Bank. Na czele banku centralnego stał przez piętnaście lat do 1997. W latach 1988–1990 i 1994–1997 był jednocześnie prezesem Banku Rozrachunków Międzynarodowych.
W 1997 powołany na prezesa Europejskiego Instytutu Walutowego, a rok później na prezesa nowo powołanego Europejskiego Banku Centralnego z siedzibą we Frankfurcie nad Menem. Kierował tą instytucją do 31 października 2003. Był później członkiem rad nadzorczych Rabobanku i Air France-KLM, a także przewodniczącym fundacji Rijksmuseum.
31 lipca 2005 został znaleziony martwy w przydomowym basenie. Przyczyną śmierci były problemy zdrowotne z sercem.
Odznaczony m.in. Orderem Lwa Niderlandzkiego klasy V i III oraz Orderem Oranje-Nassau klasy III.